# Suvórovske
Suvórovske (en (ucraïnès): Суворовське, en rus: Суворовское) és un poble de la República Autònoma de Crimea, a Ucraïna, que el 2014 tenia 3.200 habitants. Pertany al districte rural de Saki.